# Express.js
Express.js, або просто Express — програмний каркас розробки серверної частини вебзастосунків для Node.js, реалізований як вільне і відкрите програмне забезпечення під ліцензією MIT. Він спроєктований для створення вебзастосунків і API. Де-факто є стандартним каркасом для Node.js. Автор фреймворка, TJ Holowaychuk, описує його як створений на основі написаного на мові Ruby каркаса Sinatra, маючи на увазі, що він мінімалістичний, але має велику кількість плаґінів, що підключаються.
Express є бекендом для програмного стека MEAN, разом з базою даних MongoDB і каркасом AngularJS для фронтенду.

## Історія
У червні 2014 права на управління проєктом були придбані компанією StrongLoop. У свою чергу, StrongLoop була куплена IBM у вересні 2015; У січні 2016 IBM оголосила про намір помістити Express.js під відання інкубатора Node.js Foundation.

## Приклад
Імпортуємо express в наш node-застосунок
```
const
 
express
 
=
 
require
(
'express'
);

```

тепер ініціалізуємо застосунок
```
const
 
app
 
=
 
express
();

```

тепер ми можемо зареєстувати функцію зворотного виклику для певного GET-запиту і надавати текстову відповідь
```
app
.
get
(
'/'
,
 
(
req
,
res
)=>{

    
res
.
send
(
'Привіт, ми отримали ваш запит'
)

})

```

тепер почнемо слухати порт
```
app
.
listen
(
2000
,
 
()=>{

    
console
.
log
(
'слухаємо https://localhost:2000'
)

})

```

тепер можна відкрити http://localhost:2000

## Виноски
1. ↑  Express.js home page. Архів оригіналу за 17 травня 2019. Процитовано 24 квітня 2022.
2. ↑  TJ Holowaychuk Passes Sponsorship of Express to StrongLoop. StrongLoop. Архів оригіналу за 11 жовтень 2016. Процитовано 11 лютого 2016. [Архівовано 2016-10-11 у Wayback Machine.]
3. ↑  IBM snaps up StrongLoop to add Node.js smarts to BlueMix. Infoworld. IDG. Архів оригіналу за 20 листопада 2018. Процитовано 11 лютого 2016.
4. ↑  Node.js Foundation to shepherd Express Web framework. Infoworld. IDG. Архів оригіналу за 11 лютого 2016. Процитовано 11 лютого 2016.